# ولیکا سچنیکا
ولیکا سچنیکا (به لاتین: Velika Sočanica) یک عوارض جغرافیایی در بوسنی و هرزگوین است که در Derventa واقع شده‌است.